# 北海道已廢除的市町村列表
北海道已不存在市町村列表（ほっかいどうのはいししちょうそんいちらん）包括了北海道實行一級町村制（1900年7月1日）後，因為市町村合併而被廢除的市町村一覽。不包括只是更改名稱的市町村。
- 實行「一級町村制」、「町制」、「市制」、「區制」的區町村的情況下：
  - 改制的「市町村」不包括在列表中。（例：石狩町 → 石狩市）
  - 町制、市制施行期間改名的市町村不包括在列表中。（例：廣島町 → 北廣島市）
- 改名的市町村不包括在列表中。
- 改變縣轄的市町村不包括在列表中。
- 市町村因合併而被廢除的情況下：
  - 編入合併市町村時，仍然存在地市町村不包括在列表中。
  - 編入合併市町村時，廢除的市町村包括在列表中。
  - 新設合併市町村時，廢除的市町村包括在列表中。
  - 新設合併市町村時，名稱保留的市町村但與舊轄址不同的包括在列表中。（例：舊・釧路市 → 新・釧路市）
- 分割與分立的情況下：
  - 分割而被廢除的市町村包括在列表中。（例：湧別村→上湧別村、下湧別村）
  - 分立後仍然存在的市町村不包括在列表中。（例：大正村的一部分→中札內村、更別村，大正村仍然存在）
- 1943年6月1日後北海道一級町村制・北海道二級町村制廢除一級與二級的標記。

## 1909年以前
- 留萌郡（舊）留萌村 （二級、1907年4月1日）留萌郡新設留萌村（一級）
- 留萌郡三泊村（日语：三泊村） （二級、1907年4月1日）留萌郡新設留萌村（一級）
- 石狩郡（舊）石狩町 （二級、1907年4月1日）石狩郡新設石狩町（一級）
- 石狩郡花川村 （二級、1907年4月1日）石狩郡新設石狩町（一級）
- 濱益郡（舊）濱益村 （二級、1907年4月1日）濱益郡新設濱益村
- 濱益郡黃金村 （二級、1907年4月1日）濱益郡新設濱益村（一級）
- 厚田郡（舊）厚田村 （二級、1907年4月1日）厚田郡新設厚田村（一級）
- 厚田郡望来村 （二級、1907年4月1日）厚田郡新設厚田村（一級）

## 1910年代
- 紋別郡湧別村 （二級、1910年4月1日）紋別郡分割為上湧別村（二級）、下湧別村（二級）
- 浦河郡（舊）浦河町 （二級、1915年4月1日）浦河郡新設浦河町（一級）
- 浦河郡杵臼村（日语：杵臼村） （二級、1915年4月1日）浦河郡新設浦河町（一級）
- 浦河郡西舍村（日语：西舎村） （二級、1915年4月1日）浦河郡新設浦河町（一級）
- 網走郡（舊）網走町 （二級、1915年4月1日）網走郡新設網走町（一級）
- 網走郡能取村（日语：能取村） （二級、1915年4月1日）網走郡新設網走町（一級）
- 網走郡藻琴村（日语：藻琴村） （二級、1915年4月1日）網走郡新設網走町（一級）
- 河西郡上帶廣村（日语：上帯広村） （二級、1915年4月1日）河西郡新設大正村（日语：大正村 (北海道)）（一級）
- 河西郡幸震村（日语：幸震村） （二級、1915年4月1日）河西郡新設大正村（一級）
- 河西郡賣買村（日语：売買村） （二級、1915年4月1日）河西郡新設大正村（一級）
- 河西郡伏古村（日语：伏古村） （二級、1915年4月1日）河西郡分割帶廣町（二級），餘下部分編入芽室村（二級）

## 1920年代
10年間道內沒有市町村被廢除

## 1930年代
- 壽都郡（舊）壽都町 （一級、1933年10月1日）壽都郡新設壽都町（一級）
- 壽都郡政泊村（日语：政泊村） （二級、1933年10月1日）壽都郡新設壽都町（一級）
- 龜田郡湯川町 （一級、1939年4月1日）編入函館市

## 1940年代
- 高島郡高島町 （一級、1940年4月1日）編入小樽市
- 小樽郡朝里村（日语：朝里村） （二級、1940年9月1日）編入小樽市
- 札幌郡圆山町 （一級、1941年4月1日）編入札幌市
- 釧路郡鳥取町（日语：鳥取町 (北海道)） （1949年10月10日）編入釧路市

## 1950年代
- 札幌郡白石村（日语：白石村 (北海道)） （1950年7月1日）編入札幌市
- 上川郡士別町（日语：士別町） （1954年7月1日）新設士別市
- 上川郡上士別村（日语：上士別村） （1954年7月1日）新設士別市
- 上川郡多寄村（日语：多寄村） （1954年7月1日）新設士別市
- 上川郡溫根別村（日语：温根別村） （1954年7月1日）新設士別市
- 紋別郡紋別町（日语：紋別町） （1954年7月1日）新設紋別市
- 紋別郡渚滑村（日语：渚滑村） （1954年7月1日）新設紋別市
- 紋別郡上渚滑村（日语：上渚滑村） （1954年7月1日）新設紋別市
- 松前郡（舊）松前町 （1954年7月1日）松前郡新設松前町
- 松前郡大澤村（日语：大沢村 (北海道)） （1954年7月1日）松前郡新設松前町
- 松前郡大島村（日语：大島村 (北海道)） （1954年7月1日）松前郡新設松前町
- 松前郡小島村（日语：小島村 (北海道)） （1954年7月1日）松前郡新設松前町
- 上川郡（舊）名寄町 （1954年8月1日）上川郡新設名寄町
- 中川郡智惠文村（日语：智恵文村） （1954年8月1日）上川郡新設名寄町
- 松前郡（舊）福島町 （1955年1月1日）松前郡新設福島町
- 松前郡吉岡村（日语：吉岡村 (北海道)） （1955年1月1日）松前郡新設福島町
- 釧路郡（舊）釧路村 （1955年1月1日）釧路郡新設釧路村
- 釧路郡昆布森村 （1955年1月1日）釧路郡新設釧路村
- 壽都郡（舊）壽都町 （1955年1月15日）壽都郡新設壽都町
- 壽都郡樽岸村（日语：樽岸村） （1955年1月15日）分割為壽都郡新設壽都町及新設三和村
- 歌棄郡歌棄村（日语：歌棄村） （1955年1月15日）壽都郡新設壽都町
- 磯谷郡磯谷村（日语：磯谷村） （1955年1月15日）壽都郡新設壽都町
- 歌棄郡熱郛村（日语：熱郛村） （1955年1月15日）壽都郡新設三和村
- 壽都郡黑松內村（日语：黒松内村） （1955年1月15日）壽都郡新設三和村
- 宗谷郡宗谷村 （1955年2月1日）編入稚內市
- 檜山郡（舊）江差町 （1955年2月11日）檜山郡新設江差町
- 檜山郡泊村（日语：泊村 (北海道檜山支庁)） （1955年2月11日）檜山郡新設江差町
- 札幌郡琴似町（日语：琴似町） （1955年3月1日）編入札幌市
- 札幌郡札幌村 （1955年3月1日）編入札幌市
- 札幌郡篠路村（日语：篠路村） （1955年3月1日）編入札幌市
- 上川郡江丹別村（日语：江丹別村） （1955年4月1日）編入旭川市
- 上川郡神居村（日语：神居村） （1955年4月1日）編入旭川市
- 上磯郡茂別村（日语：茂別村） （1955年4月1日）上磯郡編入上磯町
- 瀨棚郡東瀨棚町（日语：東瀬棚町） （1955年4月1日）瀨棚郡新設北檜山町
- 太櫓郡太櫓村（日语：太櫓村） （1955年4月1日）瀨棚郡新設北檜山町
- 岩內郡前田村（日语：前田村 (北海道)） （1955年4月1日）岩內郡新設共和村
- 岩內郡小澤村（日语：小沢村 (北海道)） （1955年4月1日）岩內郡新設共和村
- 岩內郡發足村（日语：発足村） （1955年4月1日）岩內郡新設共和村
- 岩內郡（舊）岩內町 （1955年4月1日）岩內郡新設岩內町
- 岩內郡島野村（日语：島野村 (北海道)） （1955年4月1日）岩內郡新設岩內町
- 苫前郡天賣村（日语：天売村） （1955年4月1日）編入羽幌町
- 足寄郡足寄村（日语：足寄村） （1955年4月1日）足寄郡新設足寄町
- 中川郡西足寄町（日语：西足寄町） （1955年4月1日）足寄郡新設足寄町
- 十勝郡大津村（日语：大津村 (北海道)） （1955年4月1日）分割並編入廣尾郡大樹町、十勝郡浦幌町、中川郡豐頃村
- 厚岸郡太田村（日语：太田村 (北海道)） （1955年4月1日）分割並編入厚岸郡厚岸町、川上郡標茶町
- 久遠郡久遠村（日语：久遠村） （1955年7月20日）新設大成村
- 久遠郡貝取澗村（日语：貝取澗村） （1955年7月20日）新設大成村
- 利尻郡沓形町（日语：沓形町） （1956年9月15日）利尻郡新設利尻町
- 利尻郡仙法志村（日语：仙法志村） （1956年9月15日）利尻郡新設利尻町
- 禮文郡香深村（日语：香深村） （1956年9月20日）禮文郡新設禮文村
- 禮文郡船泊村（日语：船泊村） （1956年9月20日）禮文郡新設禮文村
- 島牧郡西島牧村（日语：西島牧村） （1956年9月30日）島牧郡新設島牧村
- 島牧郡東島牧村（日语：東島牧村） （1956年9月30日）島牧郡新設島牧村
- 美國郡美國町（日语：美国町） （1956年9月30日）積丹郡新設積丹町
- 積丹郡入舸村（日语：入舸村） （1956年9月30日）積丹郡新設積丹町
- 積丹郡餘別村（日语：余別村） （1956年9月30日）積丹郡新設積丹町
- 常呂郡相內村（日语：相内村 (北海道)） （1956年9月30日）編入北見市
- 常呂郡（舊）佐呂間町 （1956年9月30日）常呂郡新設佐呂間町
- 常呂郡若佐村（日语：若佐村） （1956年9月30日）常呂郡新設佐呂間町
- 空知郡（舊）富良野町 （1956年9月30日）空知郡新設富良野町（日语：富良野町）
- 空知郡東山村（日语：東山村 (北海道)） （1956年9月30日）空知郡新設富良野町
- 浦河郡荻伏村（日语：荻伏村） （1956年9月30日）編入浦河郡浦河町
- 河西郡御影村（日语：御影村 (北海道)） （1956年9月30日）編入上川郡清水町
- 留萌郡鬼鹿村（日语：鬼鹿村） （1956年9月30日）編入留萌郡小平村
- 利尻郡鬼脇村（日语：鬼脇村） （1956年9月30日）利尻郡新設東利尻村
- 利尻郡鴛泊村（日语：鴛泊村） （1956年9月30日）利尻郡新設東利尻村
- 茅部郡落部村（日语：落部村 (北海道)） （1957年4月1日）編入山越郡八雲町
- 河西郡川西村（日语：川西村 (北海道)） （1957年4月1日）編入帶廣市
- 河西郡大正村（日语：大正村 (北海道)） （1957年4月1日）編入帶廣市
- 根室郡根室町（日语：根室町） （1957年8月1日）新設根室市
- 根室郡和田村（日语：和田村 (北海道)） （1957年8月1日）新設根室市
- 忍路郡鹽谷村（日语：塩谷村 (北海道)） （1958年4月1日）編入小樽市
- 苫前郡燒尻村（日语：焼尻村） （1959年4月1日）編入苫前郡羽幌町
- 花咲郡齒舞村 （1959年4月1日）編入根室市
- 茅部郡尾札部村（日语：尾札部村） （1959年5月1日）茅部郡新設南茅部村
- 茅部郡臼尻村（日语：臼尻村） （1959年5月1日）茅部郡新設南茅部村

## 1960年代
- 上川郡永山町（日语：永山町） （1961年4月1日）編入旭川市
- 札幌郡豐平町 （1961年5月1日）編入札幌市
- 雨龍郡深川町（日语：深川町 (北海道)） （1963年5月1日）新設深川市
- 雨龍郡一已村 （1963年5月1日）新設深川市
- 雨龍郡納內村 （1963年5月1日）新設深川市
- 空知郡音江村（日语：音江村） （1963年5月1日）新設深川市
- 上川郡東旭川町 （1963年8月15日）編入旭川市
- 空知郡富良野町（日语：富良野町） （1966年5月1日）新設富良野市
- 空知郡山部町（日语：山部町） （1966年5月1日）新設富良野市
- 龜田郡錢龜澤村 （1966年12月1日）編入函館市
- 札幌郡手稻町 （1967年3月1日）編入札幌市
- 上川郡神樂町（日语：神楽町） （1968年3月1日）編入旭川市

## 1970年代
- 雨龍郡多度志町（日语：多度志町） （1970年4月1日）編入深川市
- 上川郡東鷹栖町 （1971年3月2日）編入旭川市
- 舊・瀧川市 （1971年4月1日）新設瀧川市
- 空知郡江部乙町 （1971年4月1日）新設瀧川市
- 龜田市 （1973年12月1日）編入函館市

## 1980年代 - 1990年代
20年間道內沒有市町村被廢除

## 2000年以後
- 龜田郡戶井町 （2004年12月1日）編入函館市
- 龜田郡惠山町 （2004年12月1日）編入函館市
- 龜田郡椴法華村 （2004年12月1日）編入函館市
- 茅部郡（舊）森町 （2005年4月1日）編入茅部郡森町
- 茅部郡砂原町 （2005年4月1日）編入茅部郡森町
- 久遠郡大成町 （2005年9月1日）久遠郡新設瀨棚町
- 瀨棚郡瀨棚町 （2005年9月1日）久遠郡新設瀨棚町
- 瀨棚郡北檜山町 （2005年9月1日）久遠郡新設瀨棚町
- 上川郡朝日町 （2005年9月1日）編入士別市
- 厚田郡厚田村 （2005年10月1日）編入石狩市
- 濱益郡濱益村 （2005年10月1日）編入石狩市
- 紋別郡生田原町 （2005年10月1日）編入紋別郡遠輕町
- 紋別郡丸瀨布町 （2005年10月1日）編入紋別郡遠輕町
- 紋別郡白瀧村 （2005年10月1日）編入紋別郡遠輕町
- 山越郡（舊）八雲町 （2005年10月1日）二海郡新設八雲町
- 爾志郡熊石町 （2005年10月1日）二海郡新設八雲町
- 阿寒郡阿寒町 （2005年10月11日）編入釧路市
- 白糠郡音別町 （2005年10月11日）編入釧路市
- 上磯郡上磯町 （2006年2月1日）新設北斗市
- 龜田郡大野町 （2006年2月1日）新設北斗市
- 廣尾郡忠類村 （2006年2月6日）編入中川郡幕別町
- 有珠郡大瀧村 （2006年3月1日）編入伊達市
- 沙流郡門別町 （2006年3月1日）編入沙流郡日高町
- 常呂郡端野町 （2006年3月5日）編入北見市
- 常呂郡留邊蘂町 （2006年3月5日）編入北見市
- 常呂郡常呂町 （2006年3月5日）編入北見市
- 枝幸郡歌登町 （2006年3月20日）編入枝幸郡枝幸町
- 空知郡栗澤町 （2006年3月27日）編入岩見澤市
- 空知郡北村 （2006年3月27日）編入岩見澤市
- 上川郡風連町 （2006年3月27日）編入名寄市
- 虻田郡虻田町 （2006年3月27日）虻田郡新設洞爺湖町
- 虻田郡洞爺村 （2006年3月27日）虻田郡新設洞爺湖町
- 勇拂郡鵡川町 （2006年3月27日）勇拂郡新設鵡川町
- 勇拂郡穗別町 （2006年3月27日）勇拂郡新設鵡川町
- 勇拂郡追分町 （2006年3月27日）勇拂郡新設安平町
- 勇拂郡早來町 （2006年3月27日）勇拂郡新設安平町
- 網走郡女滿別町 （2006年3月31日）網走郡新設大空町
- 網走郡東藻琴村 （2006年3月31日）網走郡新設大空町
- 靜內郡靜內町 （2006年3月31日）日高郡新設新日高町
- 三石郡三石町 （2006年3月31日）日高郡新設新日高町
- 紋別郡上湧別町 （2009年10月5日）編入紋別郡湧別町